# Ana Eva Hei
Ana Eva Hei, también Uka ʻa Hei ʻa ʻArero, o Reina Eva (c. 1849-c. 1949), fue la consorte del penúltimo gobernante de Rapa Nui, Atamu Tekena. Ella fue una de las últimas sobrevivientes del pueblo Rapa Nui que fue tatuada utilizando prácticas tradicionales.

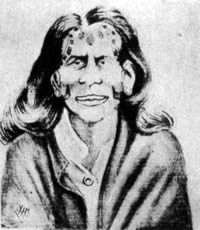
Ana Eva Hei, retrato de Walter Knoche, 1911.

Junto con Viriamo, Ana Eva Hei fue una de las últimas mujeres sobrevivientes de Rapa Nui en recibir tatuajes faciales tradicionales. Sus tatuajes fueron descritos por Alfred Métraux, quien realizó una expedición de investigación a su casa entre 1934 y 1935. Declaró que entre sus tatuajes se encuentran: «dos rayas paralelas que cruzan su frente de una oreja a la otra y el borde interior de la oreja tatuado… El diseño en su mandíbula inferior está compuesto por una figura triangular que se junta con un diseño ovalado, formando juntos un ángulo abierto. Sus manos están cubiertas de finas líneas azules que recuerdan a mitones». El cantante y líder comunitario, Luis Pate Paoa, recordó haberla conocido cuando era niño, recordando que ella bailaba y cantaba una canción sobre el canibalismo.
Los dibujos que se dice que representan a Ana Eva Hei fueron realizados por Walter Knoche en 1911. Sin embargo, según los investigadores Cristián Moreno Pakarati y Rafal Wieczorek, Knoche no etiquetó las imágenes, por lo que han planteado algunas dudas sobre si ella es la mujer retratada. Sin embargo, Adrienne Kaeppler creía que hay evidencia circunstancial significativa de que el sujeto en las ilustraciones de Knoche es ella. Esto incluye evidencia donde aparece en las obras de otros; por ejemplo, una mujer llamada Uaritaï, con los mismos tatuajes que Ana Eva Hei, es registrada por Julien Viaud en sus escritos.
Casada con el rey Atamu Tekena, los registros del número de sus hijos difieren: según Adrienne Kaeppler, tuvieron catorce hijos; pero según Cristián Moreno Pakarati, tuvieron seis.